# Enlèvement de Kaduna
 (mars 2021).
L'enlèvement de Kaduna est survenu le 11 mars 2021 lorsqu'au moins 30 étudiants ont été enlevés dans l'État de Kaduna, au Nigeria, lors d'une attaque par des hommes armés armés contre le Collège fédéral de mécanisation forestière. C'est le troisième enlèvement survenu au Nigeria dans une institution universitaire en 2021 et le quatrième depuis décembre 2020, deux semaines après l'enlèvement de Zamfara qui a abouti à l'enlèvement de 279 étudiantes.

## Enlèvement
L'attaque s'est produite à 21 h 30, heure locale, le 11 mars 2021 au Collège fédéral de mécanisation forestière de Mando, dans l'État de Kaduna. Le collège est situé à la périphérie de la ville de Kaduna près de la caserne militaire de l'académie de défense nigériane. Les "bandits armés" sont entrés dans l'école en faisant un trou dans le mur d'enceinte de l'enceinte. Les résidents de la région ont rapporté avoir entendu des coups de feu, mais ont supposé qu'ils venaient de s'entraîner à l'académie militaire.
Selon la plupart des sources, un appel de détresse a été envoyé par le personnel et les étudiants à l'intérieur du campus et des membres de la première division des forces armées nigérianes, basées dans l'académie militaire voisine, ont engagé les ravisseurs dans une fusillade. Ils ont pu sauver 180 membres du personnel et étudiants qui avaient été initialement pris en otage tôt le matin le jour suivant. Certains étudiants ont pu échapper à la capture en se cachant sous leurs lits, car il y avait une panne de courant. Les étudiants qui fréquentaient le collège avaient plus de 17 ans et étaient de sexe mixte. Certains des otages sauvés ont été blessés et emmenés pour un traitement médical dans une installation militaire voisine. Environ 20 camions appartenant à l'armée nigériane ont été vus stationnés à l'extérieur de l'école. Une trentaine d'étudiants ont été enlevés.
Une opération de sauvetage a été lancée pour tenter de récupérer les étudiants qui ont été enlevés avec succès. Il a été rapporté que les captifs se trouvent peut-être dans la forêt voisine de Rugu, qui couvre plus de trois États nigérians.